# 須藤満
須藤 満（すとう みつる、1964年12月14日 - ）は、山形県山形市出身のベーシスト。血液型O型。

## 来歴
13歳よりフォークギターを始める。15歳の冬、エレクトリックベースに転向し練習に明け暮れる。中学浪人を経て1年遅れで山形県立山形東高等学校に入学。高校卒業後、東京学芸大学に入学。軽音楽部に所属。
1986年、「THE SQUARE（現：T-SQUARE）」のメンバー・則竹裕之と共通の知人がいたことがきっかけで、田中豊雪の脱退に伴い行われた後任ベーシストのオーディションを受けて合格。同年11月に正式加入。1987年発売アルバム『TRUTH』から2000年発売の『T-SQUARE』まで在籍。13年間で14枚のオリジナルアルバムに参加した。
2000年8月、T-SQUAREのバンド形態解消に伴い同バンドを離れる。同年9月、所属事務所ヴィレッジ・エー（現：ヴィレッジミュージック）から独立。
2001年、同年1月から9月にかけ「Favor Of My Friends」と銘打ったライブを各地で敢行。他のミュージシャンとのセッションライブ、ライブサポート、レコーディングや楽曲提供・編曲など多岐にわたり音楽活動の幅を広げる。
出身地山形のJリーグサッカーチーム、モンテディオ山形のオフィシャルテーマソング「Rushing Spirits」の作曲を担当。2003年3月22日、1000枚限定でシングル盤（c/w「OVER THE RAINBOW」）をVillage-Aインディーズレーベルよりリリース（同年6月リリースのアルバム『Favor Of My Friends 2003』に同楽曲のライブバージョンを収録している）。
2003年、T-SQUAREの結成25周年を記念し、『TRUTH』発表時メンバーの則竹、和泉宏隆らと共に3年振りに復帰。サポートキーボードの河野啓三も加わり、安藤まさひろ、伊東たけしと共に、期間限定で「THE SQUARE」として活動。
2004年、熊谷徳明（元カシオペア）、窪田宏、平井武士と共にバンド「TRIX」を結成。
2006年、本田雅人、則竹裕之、松本圭司ら元T-SQUAREメンバーバンド「MASATO HONDA with VOICE OF ELEMENTS」に加入。同年7月26日アルバムリリース。
2008年、T-SQUARE結成30周年を記念した期間限定バンド「T-SQUARE SUPER BAND」に参加。「THE SQUARE〜T-SQUARE since 1978 30th Anniversary Festival “野音であそぶ”」、『Wonderful Days』に帯同。
2022年、T-SQUAREの元メンバーである安藤正容、則竹裕之とアカサカトリオを結成。
2022年7月、旧知の則竹との企画ライブで、トランペット・フリューゲルホルン奏者の藤井空（シンガーソングライターの藤井風の兄でもある）、サックス・EMI奏者のかわ島崇文、ピアノ・キーボード奏者でDEZOLVEのメンバーでもある友田ジュンとセッションを行った事がきっかけで、「4GENEXYZ」（フォージェネシズ）と結成。1994年生の友田、1984年生の藤井、1977年生のかわ島、1964年生の須藤・則竹と4世代(Four Generations)に渡るメンバー構成から名付けられた。2024年10月に『Sky, River and Friends on the Earth』をエレックレコードのジャズ・レーベルairgrooveからリリースし、アルバムデビューした。

## 人物
- T-SQUAREでMC（司会）も担当。脱退後のゲスト出演時や20周年、30周年などの節目のコンサートでは必ずMCを務めた[3]。
- T-SQUARE加入当初は4弦ベースだったが、現在は5弦ベースを使用。フレットレスベースは6弦を使用することもある。
- 高校時代はアマチュアバンド活動と並行して応援団にも所属していた。
- 二児の父[4]。
- 2017年頃より口髭を貯えている。

## 使用機材
2022年現在、主に使用しているベースは以下の通り。
- MOON JB-5（アクティブ／アルダーボディ／エボニー指板）
- MOON JB-5（パッシブ／アッシュボディ／メイプル指板）
- MOON JB-5 Fretless
- MOON MBC-6
- Athlete／AX-5

音の鳴りを重視して弦高は高くセッティングしている。
基本的な音作りはコンプレッサーなどの加工系エフェクトを使わないアンプ直のセッティングで行っており、モジュレーションや飛び道具系にBOSS GT-1000、AKAI UB-1等を使用している。 MOON MBC-6使用時はRoland V-Bassも使用する。  また、録音時にはIK Multimedia Amplitubeや、アコースティック用DIであるL.R.Baggs Session DIも使用している。

## ディスコグラフィー

### アルバム
- FAVOR OF MY FRIENDS（1997年11月21日、ソニーレコード、ASIN：B00005I8EF）
- FAVOR OF MY FRIENDS（2000年10月12日、ヴィレッジ・レコード、ASIN：B00005HQ5Q）
- Favor Of My Friends 2003（2003年6月4日、ヴィレッジ・レコード、ASIN：B000091L9C）
- Waking Up 〜Remember the day, 2011〜（2011年12月7日、キングレコード・電気低音シリーズ、ASIN：B005OMBOKE

### シングル
- Rushing Spirits（2003年3月22日、Village-A）
  - （c/w）「OVER THE RAINBOW」
  - 演奏：須藤満（編曲・B）、米川英之（Gt）、高橋亜土（key）、小森啓資（Dr）、大迫浩（Mix）